# US Bank Center (Milwaukee)
US Bank Center je mrakodrap stojící v Milwaukee. Má 42 pater a výšku 183,2 m, je tak nejvyšší budovou ve městě, ale i ve státě Wisconsin. V roce 1973, když byla budova dokončena, nesla jméno First Wisconsin Center. Budovu navrhla známá architektonická firma Skidmore, Owings and Merrill.